# Kühlraum

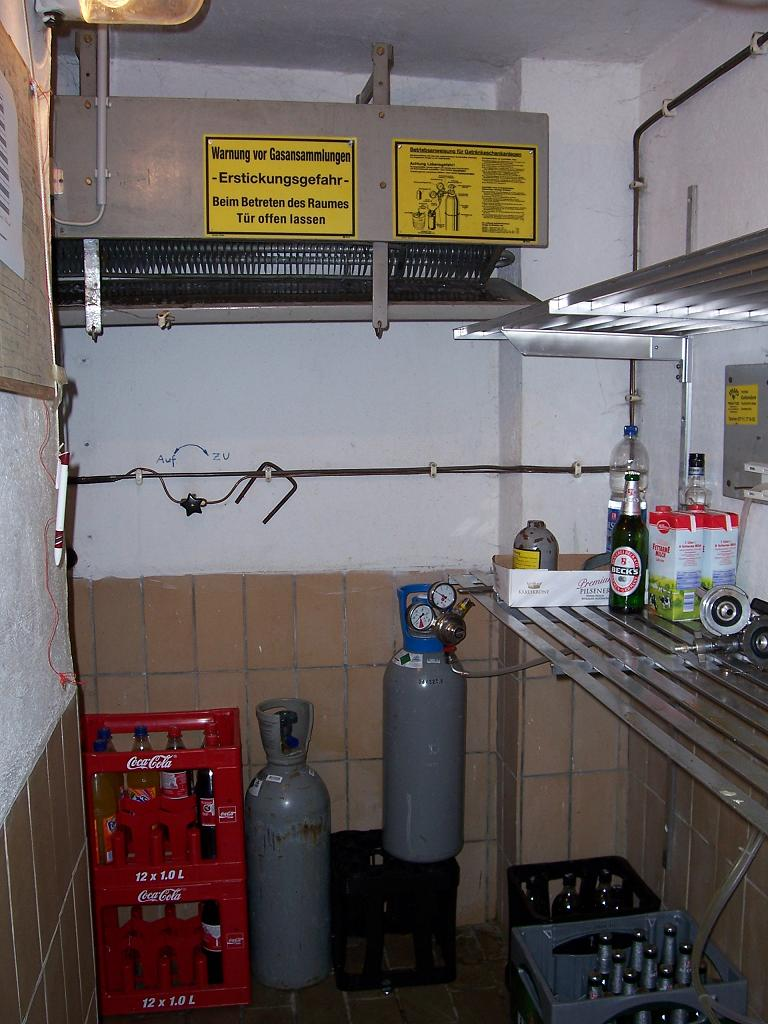
Gasbetriebener Getränkekühlraum

Ein Kühlraum ist ein Raum, der elektrisch, gasbetrieben oder sogar auf natürliche Weise gekühlt wird.
Der Zweck eines Kühlraumes ist meistens die Verlangsamung chemischer Reaktionen, die in verderblichen Lebensmitteln stattfinden (siehe auch Tiefkühlen).

## Unterschiede zu Kühlschränken
Kühlräume erfüllen im Prinzip die gleiche Funktion wie Kühlschränke und werden zwischen Temperaturen von 10 bis 2 °C betrieben: Sie kühlen einen bestimmten Raum ab. Jedoch hat ein Kühlraum einige bedeutende Unterschiede zu Kühlschränken:
- Kühlschränke lassen sich beliebig verlegen, während ein Kühlraum Bestandteil einer Immobilie ist (von den Kühlräumen in Schiffen und U-Booten abgesehen).
- Kühlschränke werden meistens elektrisch betrieben, um die Installierbarkeit auf viele Plätze auszuweiten. Bei Kühlräumen muss jedoch extra eine Kühlanlage installiert werden.
- Kühlschränke können aus Gründen der Mobilität bei weitem keine so dicke Ummantelung und Wärmedämmung haben wie Kühlräume.

## Heutiger Stand
Im Jahr 1970 wurde das Schaumverfahren eingeführt, das bis heute angewendet wird. Durch die Erweiterung mit Schlosszellen wurde ein neuer Standard für modulare, hygienische und diffusionsdichte Zellen geschaffen.

## Vorteile eines Kühlraums
- Die massive Ummantelung eines Kühlraumes mit Mauerwerk oder Stahlbeton lässt sich mit einer dicken und sehr wirksamen Wärmedämmung ergänzen, welche den Energieverbrauch des Kühlraums im Vergleich zu einem Kühlschrank stark verringert.
- Die Möglichkeit viel Raum zu beanspruchen, ermöglicht die Konstruktion einer besonders wirksamen Kühlanlage, was ebenfalls zur Energieeinsparung beiträgt.
- Kühlräume können große statische Konstrukte sein, in denen sich sehr große und schwere Lasten einlagern lassen.

## Einsatzgebiete
- Nahrungsmittel
  - Nahrungsmittelproduktion, z. B. Schlachthöfe oder Erntelagerung
  - Nahrungsmittelbereithaltung in Restaurants, Hotels, Schiffen, Großküchen, Wohngebäuden, z. B. Getränkekühlraum, Kühlschiff (Frachtschiff)
- Medizin
  - Obduktion: Leichname, die medizinisch untersucht werden, werden in Kühlräumen gelagert, um die Verwesung zu verlangsamen.
  - Zuflucht vor Außenhitze: In Regionen, in denen es vorübergehend zu sehr hohen Außentemperaturen kommt (z. B. Subtropen), sind ältere Menschen oft mit der Mittagshitze überlastet, da ihr Körper oft nicht in der Lage ist, seine Körpertemperatur niedrig genug zu halten. Deshalb ist es medizinisch sinnvoll und hilfreich, in Altenheimen Kühlräume zu installieren, in denen sich Menschen vor der starken Mittagsonne schützen können.
- Maschinenbau
  - Montage von Presspassungsbauteilen. Die Kühlung von Passungsteilen (z. B. Passwellen oder Passfedern), die mit Übermaß gefertigt wurden, wirkt sehr montageerleichternd und ist manchmal auch anders nicht möglich. In einem statisch extra ausgerichteten Kühlraum ist es möglich, sehr große (mehrere hundert Kilogramm schwere) Passungsteile zur Kühlung zu lagern.

## Natürlich gekühlte Kühlräume

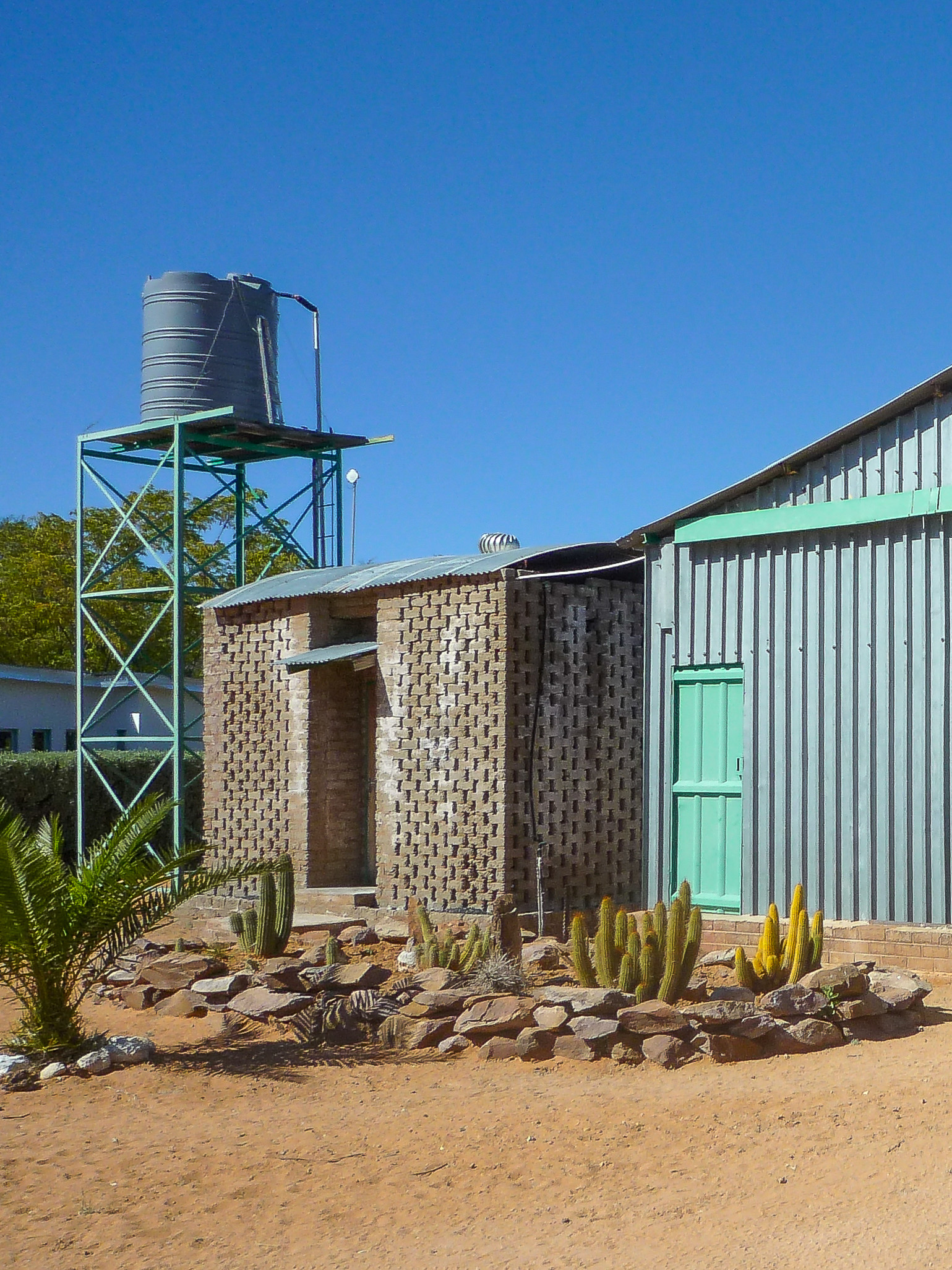
Kühlraum mit dazugehörendem Wassertank in Namibia

In warmen oder heißen, trockenen Gegenden ohne Strom oder Gas werden Kühlräume natürlich gekühlt. In Namibia zum Beispiel werden diese Räume Kühlraum oder auch nur Kühler genannt.

„Die Luft ist bei uns sehr trocken, Wasser verdunstet schnell. Das merkst Du an der Wäsche, die in kurzer Zeit trocknet. Und wo etwas verdunstet, entsteht Kühle.“

Kühler sind mit Doppelwänden gebaut, wobei die Außenwand auf Lücke gemauert ist. Der Zwischenraum der Wände wird mit Holzkohle oder porösem Stein gefüllt, worüber Wasser gerieselt wird. Durch die Lücken der Außenwand strömt trockene Luft und bringt das Wasser in der feuchten Kohle oder im porösen Stein zum Verdunsten. Dadurch wird die Innenwand kalt und kühlt den ganzen Raum. Solche Kühlräume können selbst bei einer Außentemperatur von 40 Grad auf einer Temperatur von 13 bis 17 Grad Celsius gehalten werden. Im Dach des Kühlraums ist meist ein vom Wind angetriebener Ventilator eingebaut.

## Funktionsweise
- Naturbetrieb
- Strombetrieb
- Gasbetrieb